# Prescienza
La prescienza (dal latino præ-, "prima" + scio, "sapere"; il quale traduce il greco prògnosis: pro-, "prima" + gnòsis, "conoscere, sapere") o preconoscenza (dal latino præ-, "prima" + cognosco, "conoscenza") o precognizione (dal latino præ-, "prima" + cognitio, "conoscenza") o preordinazione (dal greco pro-, "prima" + horizo, "delimitare o stabilire dei limiti"), o preveggenza, è la presunta facoltà di avere conoscenza del futuro.
L'individuo in possesso di tale ipotetica capacità, che rientra nella chiaroveggenza, sarebbe in grado di acquisire conoscenze di eventi prima che accadano e di luoghi od oggetti situati in un futuro più o meno lontano. Dal punto di vista scientifico non esistono studi in grado di dimostrare l'esistenza di tale facoltà, che si fa rientrare nel campo della pseudoscienza assieme alle altre ipotetiche facoltà paranormali. Da un punto di vista teologico la prescienza è la conoscenza che ha Dio degli eventi a venire.

## Nella Bibbia
La prescienza divina è menzionata in Atti 2:22-23 ("dopo che, secondo il prestabilito disegno e la prescienza di Dio, fu consegnato a voi";  προγνώσει
prognōsei; nella Vulgata latina: praescientia Dei). Lo stesso termine greco ritorna in 1 Pt 1,2: "eletti secondo la prescienza di Dio Padre, mediante la santificazione dello Spirito, a ubbidire e a essere cosparsi del sangue di Gesù Cristo: grazia e pace vi siano moltiplicate."
Un altro riferimento, che illustra la capacità di Dio di conoscere l'interiorità dell'uomo, è in Geremia 1,5: "prima che ti formassi nel grembo di tua madre io ti ho conosciuto". Sebbene la maggior parte dei versi sia riferita a persone e non ai loro atti, Atti 2:23 spiega che Dio conosce anche le azioni future degli uomini: "Gesù il Nazareno, uomo che Dio ha accreditato…, quando vi fu dato nelle mani per il determinato consiglio e la prescienza di Dio, voi lo prendeste e, per mano di iniqui, inchiodandolo sulla croce, lo uccideste”, segno che Dio sapeva che consegnandolo nelle loro mani, lo avrebbero crocifisso.

## Teologia
- Nel pensiero di sant'Agostino d'Ippona la libertà umana è definita dal libero arbitrio. Dio, che è onnisciente e conosce tutto il passato e tutto il futuro, ha dato piena libertà all'uomo, ma sa che, lasciandolo libero, questi peccherà.[10] L'uomo, così peccando, ha commesso il peccato originale, e sebbene egli sia divenuto indegno di ricevere la salvezza, Dio, conoscendo le sue possibili scelte verso il male o verso il bene, dona ad alcuni, con la Grazia, la possibilità di salvarsi, mentre ad altri lascia la libertà di dannarsi; questa non è però una scelta divina arbitraria, ma è semplicemente la prescienza di Dio che, nell'eternità, vede coloro che possono ricevere la Grazia e coloro che non possono.
- Nel trattato Sulla preghiera Origene spiega che la prescienza divina dall'eternità non impedisce con la libertà e responsabilità personale delle azioni umane, motivo per cui la preghiera è necessaria per ottenere l'intercessione dei santi e la grazia di Dio a favore di sé e del prossimo.
- Mosè Maimonide, nella sua Dalālat al-hā'irīn (La guida dei perplessi), la definisce come un attributo di Dio secondo il quale, per la religione ebraica, egli conosce già tutte le cose possibili senza che con questo le privi della loro possibilità e privi l'uomo perciò della responsabilità delle sue azioni.
- Malachia di Armagh e le presunte profezie, tra le quali la Profezia di Malachia.

I Protestanti associano la prescienza divina alla predestinazione umana.

## Mitologia e letteratura
- Madame Sosostris, nella sezione intitolata La sepoltura dei morti de La terra desolata di Thomas Stearns Eliot
- Nostradamus
- Tiresia

## Religioni antiche
- Pizia

## Fantascienza
La capacità di vedere nel futuro è un tema che è stato sviluppato in molti modi nelle storie di fantascienza, dove in genere apporta un potere importante e spesso decisivo. 
- Frank Herbert, nel Ciclo di Dune, non ne parla come la capacità di vedere un futuro statico ma piuttosto quella di indovinare i diversi cammini possibili, con le loro conseguenze e la loro probabilità. Questo dono è però anche un grave peso da portare; il Sentiero Dorato ne è l'esempio migliore.
- Isaac Asimov, nel Ciclo della Fondazione ne fa un approccio matematico: la Psicostoria, una scienza immaginaria in grado di prevedere l'evoluzione della società umana.
- Philip K. Dick, in Rapporto di minoranza (adattato da Steven Spielberg nel film Minority Report) utilizza la prescienza come uno strumento della polizia per eliminare i crimini.
- Nel romanzo Lunedì inizia sabato (1965) dei fratelli Strugackij, il misterioso direttore dell'ISSTEMS, Janus Poluektovič Nevstruev, è una persona in due individui, A-Janus e U-Janus. Quest'ultimo è in grado di prevedere dettagliatamente gli avvenimenti futuri (si scoprirà poi, grazie ai suoi studi sul moto del tempo).
- Nel romanzo L'uomo stocastico (The Stochastic Man, 1975) di Robert Silverberg il protagonista (un abile ricercatore statistico) apprende che la prescienza è una capacità latente in tutti gli esseri umani e che può essere sviluppata. Nel romanzo tale capacità è descritta come la possibilità di richiamare propri ricordi provenienti dal futuro.
- Yoda in Guerre stellari spiega a Luke Skywalker che la visione è una delle facoltà derivate dal controllo della Forza, commentandola con un sofismo: "sempre in movimento il futuro è".
- Il Dottor Fate della DC Comics può prevedere il futuro, o il destino delle persone, anche se non le conosce.
- L'Oracolo nel film Matrix è un meta-programma che garantisce l'equilibrio del sistema informatico globale nel mondo, capace di leggere il futuro.
- Destiny, un personaggio degli X-Men (Marvel Comics), è un mutante col potere della prescienza. Utilizzerà questo dono per scrivere articoli che profetizzano, in particolare, l'avvento dei Dodici.
- Alice Cullen nel ciclo di romanzi di Twilight riesce a vedere le conseguenze delle decisioni nel momento stesso che le prendono. Tale dono è spiegato come un'amplificazione di un aspetto dominante della persona da umana e sarà molto utile in tutti e quattro i libri del ciclo.
- Phoebe Halliwell del telefilm Streghe ha il potere della preveggenza
- Sette note in nero di Lucio Fulci è un film del 1977. Virginia (O'Neill) è la giovane moglie veggente di un nobile (Garko). Recatasi in una delle proprietà del marito durante la sua assenza, Virginia scopre grazie a una visione rivelatrice un cadavere murato in una delle camere. Il marito viene arrestato e Virginia è decisa a tutto pur di liberarlo. Dopo innumerevoli avvenimenti, visioni e fatti inspiegabili, si giungerà ad una verità molto più sconcertante di quanto si poteva supporre.
- Marion Zimmer Bradley, nel ciclo di romanzi di Darkover, include questa capacità nella popolazione darkovana naturalizzata sul pianeta. I discendenti della nave stellare caduta sul pianeta sviluppano e affinano (nel corso di migliaia di anni) poteri PSI come telepatia, telecinesi, pirocinesi e chiaroveggenza.